# 巽よしこ
巽 よしこ（たつみ よしこ、1979年1月11日 - ）は、埼玉県出身の女優、モデル。

## 人物
- 身長：168cm

B 84cm / W 68cm / H 89cm
- 趣味：旅行、美術館めぐり

## 主な出演作品

### 舞台
- ハムレット（2016年、紀里谷和明演出）- ガートルード 役
- 二度と燃えぬ火（2016年）- ブランシュ 役

### 映画
- The Goddess of 1967（Clara Law監督、2000年、2000年ヴェネツィア国際映画祭正式出品作品）
- I’am日本人（月野木隆監督、2006年）
- 監督・ばんざい!（北野武監督、2007年）
- ハッピーフライト（矢口史靖監督、2008年）- 安田明美役
- The Invention of the Year 2016（Jean Seban監督、2015年）
- Nous somme les derniers mortels（Jean Seban監督、2015年）
- Worst 10 minutes of her life（吹田祐一監督、2016年）
- 人間ていいな（日原進太郎監督、2016年）
- The Invention of the Year 2018（Jean Seban監督、2017年）
- 許された子どもたち（内藤瑛亮監督、2020年）

### テレビドラマ
- Beautiful Life（CX、2000年）
- トップキャスター」（CX月曜9時、2006年）- 江藤仁子 役（レギュラー）
- まだ見ぬ父へ、母へ・魂で歌う青い海〜全盲のテノール歌手・新垣勉の軌跡（CXスペシャルドラマ、2007年）
- サラリーマンNEO（NHK、2010年）
- 坂の上の雲 最終話（NHK、2011年）
- カウンセラーナオコ（ジュピターシャップチャンネルPR番組、2012年 - 2013年）主演
- シャキーン!（NHK Eテレ、2014年）
- 仮面同窓会 8話（東海テレビ、2019年）

### CM
- NHK「受信キャンペーン」（2004年）
- ソニー損保「自動車保険」（2005年 - 2007年）
- ロッテ「キシリトール（フォトコンテスト編）」（2006年）
- AEON「液晶テレビ」（2006年）
- ヤンマー「コージェネレーション」（2006年 - 2007年）
- 高橋酒造「待宵（上機嫌編）」（2007年 - 2008年）
- センコー（物流にアイディアを編/コーポレート編）（2008年）
- スタートテゥデイ ZOZOTOWN「SUMMER SALE」（2011年）
- Reebok 「イージートーン」（2011年 - 2012年 ）
- Panasonic 「エバーレッズ　LED電球」（2011年 - 2012年）
- 資生堂「専科 BBクリーム」（2012年）
- レキットベンキーザー・ジャパン「フィニッシュ」（2012年）
- レキットベンキーザー・ジャパン「薬用石鹸ミューズ」（2012年）
- キリン　一番搾り「おうちでフローズン」篇 （2013年）
- イオン銀行「夜も」篇、「まるごと」篇（2013年）
- SUZUKI 新型スペーシア「女性に願いを」篇 （2013年）
- JINS PC「笑顔の近くに。クリスマス」篇（2013年）
- 資生堂 ワタシプラス「5年目の距離」篇（2014年）
- マルエス「毎日を噛み締めよう」篇「わかるように」篇（2014年）
- 日本マクドナルド ハッピーセット「ママのワクワク」篇　（2014年）
- WOWOW「クラシコとユーロ」篇（2015年）
- 都民共済「【悲報】ママが本気で節約を考えた結果」「捨てられちゃうかも」篇 （2017年）
- ルナルナ「ルナルナメディコ」（2017年）
- Google Home「スマートスピーカー」（2017年）
- メガネの田中（2018年）
- 花王ビオレ「さらさらパウダーシート」（2018年）
- JR東日本_CITY UP!映画「未来のミライ」タイアップ篇（2018年）
- 東京ガス「でんきdeラッキー ちゃっかりお得」篇（2018年）
- 資生堂 表情プロジェクト（2018年）
- 味の素 鍋キューブ「鶏だし・うま塩」「鯛と帆立の極みだし」篇（2018年）
- 新日本製薬「未来をつくる人」篇（2019年）
- ミツカン「金のつぶ たれたっぷり！たまご醤油だれ」（2019年）
- ミドリ安全「情熱の手ぶくろ」篇（2019年）
- 大同生命「社長への手紙〜姉から弟へ〜」篇（2020年）